# 森甚五兵衛
森 甚五兵衛（もり じんごべえ）は、戦国時代・江戸時代に蜂須賀家で阿波水軍を率いた森家が代々襲名した通称。

## 歴史
蜂須賀家が大名として入国する前から阿波国にあり、豊臣秀吉の朝鮮出兵にも参加した。また代々、徳島藩蜂須賀家の中老として参勤交代における瀬戸内海の海上移動などで重責を果たした。
細川氏・三好氏の時代から阿波の土佐泊（鳴門市）を拠点に水軍として活躍した森氏は、近世においても水軍を家職とした武家であった。
「古事記」によると、森氏は本姓藤原、俵（田原）藤太秀郷の末裔とされる。因幡国出身とされる家祖・佐田九郎左衛門（のち九郎兵衞）は、森飛騨守と久米安芸守の取次で阿波国守護の細川氏に仕え、名東郡西黒田村（徳島市国府町）で38貫が給されたが、後にこれを没収された。松永久秀に一時仕えたが、程なくして久秀のもとからも去った。
2代元村は、森飛騨守の姓を譲り受け、森志摩守と改名した。天文年間初め、讃岐諸将が伊予河野氏と呼応して阿波に侵攻するとの報せを受けると、元村は土佐泊城に、四宮和泉は北泊城に配され守りを固めるとともに、元村は引田の寒川氏を攻め勝利したという。後に元村は隠居し、板東郡沖野原（鳴門市大津町）で兵力を蓄え、嫡子村春が土佐泊城を結ぶ吉野川の中継地点に位置することから、森氏は細川氏・三好氏のもとで吉野川本流と阿波玄関口を掌握したのではないかと考えられている。

## 歴代
- 始祖：佐田九郎兵衛
因幡国出身。細川氏に仕え、阿波佐田館（現在の徳島市国府町西黒田・国府町東黒田）38貫を領した。後に三好氏に仕えた。土佐泊城主。後に森に改姓。佐田神社に祭られている。

1. 元村
志摩守、筑後守。板東郡段関城（鳴門市大津町段関）及び土佐泊城（鳴門市土佐泊）城主。三好氏に仕えた。天文16年（1547年）子の村春に志摩守を名乗らせ、元村は筑前守を名乗り段関に隠居。長宗我部元親の阿波侵入に抵抗、土佐泊城を守り、降伏しなかった。天正13年（1585年）蜂須賀家政の阿波入国により、国実村（石井町）において隠居料100石を賜る。文禄3年（1594年）6月5日病没。
2. 村春
志摩守。天文11年（1542年）出生。天正13年（1585年）豊臣秀吉の四国攻めに際し、木津城（鳴門市）及び岩倉城（美馬市）攻略の功により、秀吉から四国平定後、3,000石を与える約束の朱印状を受ける。のちに18万石を得て入国した蜂須賀家政もこの朱印状に拘束された。福井庄椿泊を本拠として、福井庄に2,525石9斗升（1石は10斗）、他の5村で500石、計3,026石余を与えられた。文禄元年（1592年）秀吉の朝鮮出兵に水軍を率い朝鮮水軍と戦う。熊川一番乗り。6月2日唐島水道の海戦（唐浦海戦）で戦死。享年51。
3. 忠村
志摩守。天正6年出生。文禄元年相続。石高2,826石。村春の子。父戦死の訃報を聞き、15歳で朝鮮出兵。唐島での戦功により家政から刀を与えられた。慶長15年（1606年）7月10日没。享年33。子なきにより、家が断絶した。
4. 村重（森甚五兵衛家の始まり）
村春の弟の村吉の長子。初名は彦七郎。2代目村春の養子であったが、3代目忠村が生まれたので、分家して森甚五兵衛と称した。分家に当たり、蜂須賀家政の命により、福井村（阿南市）のうち200石、板東郡4カ村300石、計500石を分知された。文禄元年（1592年）朝鮮出兵には戦功があり、徳川家康は特に戦功を称え、呉服を授け、那西郡及び那東郡に計114石の加増を受けた。なお村重は、朝鮮から多数の捕虜を連れ帰ったことが「月峯海上録」に記載されている。慶長14年（1614年）大坂の陣の戦功で徳川家康より、感状（感謝状）と陣羽織を授与された。また、藩主蜂須賀至鎮から730石の加増と感状と脇差を与えられ、森甚太夫も徳川家康と徳川秀忠から感状と呉服を授与された。寛永12年（1625年）幕府の鎖国政策により、各藩とも水軍は弱体化したが、徳島藩では参勤交代の必要のため、森甚五兵衛家とその分家の森甚太夫家とともに、藩の海上方として造船、管理、運用、乗船の訓練を司り、明治維新まで阿波水軍の地位を世襲した。寛永14年7月29日没。享年72。
5. 村純
元和元年（1615年）召出　召出高300石　石高2,413石。元和5年（1619年）福島正則改易に当たり、父の村重に従い、12歳で芸州広島へ出陣した。父村重が没し家督相続して志摩守と称した。寛永14年（1637年）島原の乱に従軍した。寛文5年（1665年）8月15日病没した。
6. 村安
寛文5年相続。石高2,413石。幕府巡見使通行につき紀州勝浦より土佐甲浦まで輸送した。延宝7年（1679年）幕府目付の来藩に際し、大坂まで迎えに出る。宝永3年（1706年）3月10日没
7. 村建
元禄14年(1701年）召出　宝永3年相続　召出高300石　石高2,413石。貞享3年（1686年）4歳で藩主蜂須賀綱矩にお目見え海上供見習に命じられる。元禄14年（1701年）藩主綱矩から部屋住料300石を賜る。宝永3年（1706年）家督相続し、森甚五郎を森甚五兵衛と改める。宝永7年(1710年）巡見使通行につき、淡路由良浦から大坂まで送り届けた。享保9年（1724年）より病にかかり、病気中、森甚太夫が主として海上方を勤めた。享保17年（1732年）閏5月7日没。
8. 村冬
9. 村由
10. 村章
11. 村芳
12. 村文
13. 村輝
14. 幸村
15. 村誠
16. 村晟
戊辰戦争により、慶応4年（1868年）8月6日没。
17. 村輿
村晟の弟。慶応4年（1868年）相続。海上方を命じられる。藩の軍艦戊辰丸で宮古湾海戦参戦。明治2年（1869年）藩政改革により、海上方辞任。